# ميشيل كروزير
ميشيل كروزيّر (بالفرنسية: Michel Crozier)‏ هو عالم اجتماع فرنسي، ولد في 6 نوفمبر 1922 في Sainte-Menehould ‏ في فرنسا، وتوفي في 24 مايو 2013 في باريس.

## كتب

### النظرية البيروقراطية (Le Phénomène bureaucratique)
يعد الكتاب علامة مهمة في تطور دراسة مجتمعية المؤسسات في فرنسا في الستينات. وكان كروزير قد ذهب في رحلة إلى الولايات المتحدة استمرت 14 شهراً درس فيها آراء موظفين في مؤسسات كخدمة البريد عن وظيفتهم ونظرتهم لاتحادات العمال والبيروقراطية وحياتهم الاجتماعية وقارن بينها وبين مجتمعية البيروقراطية في المنظمات والمؤسسات في فرنسا خلال الحرب الباردة.
هدف كروزييه بشكل رئيسي إلى فهم تأثير المؤسسة البيروقراطية على الجهات الفردية الفاعلة. ووضح أن البيروقراطية يجب أن تُفهم على أنها نظام اجتماعي معقد تحكمه المبادئ الضمنية للمساواتية واللاشخصية والمركزية وليس فقط على أنها حل تقريبي للمشاكل الدائمة كالتعامل مع الأشخاص المحتاجين لتعامل خاص والعلاقات في الدوائر الاجتماعية ومراكز القوة المحتم وجودها عند التعاون البشري في بيئة مؤسسية. ومن الأمور المهمة في تعريفه فكرة أن المؤسسة هي مشكلة بقدر ما هي حل: فالأفراد الفاعلون يقعون في فخ لا مفر منه، من الناحية المعرفية والعملية من خلال الوسائل التي يختارها كل فرد بشكل خاص لتحقيق أي هدف جماعي.

## وصلات خارجية
- ميشيل كروزير على موقع الموسوعة البريطانية (الإنجليزية)